# 해리엇 터브먼
해리엇 터브먼(영어: Harriet Tubman, 본명 아라민타 로스(영어: Araminta Ross), 1822년 3월 ~ 1913년 3월 10일)은 노예 해방 운동을 실천한 인권운동가이자 남북 전쟁 당시 활동했던 노예 폐지론자, 군인이다.
태어날 때부터 노예였던 그녀는 탈출 후, ‘지하철도’라는 반노예 운동가 네트워크와 아지트를 통해 해방 시설 열세 곳을 세워, 노예 칠십여 명을 구하였다. 해리엇은 1850년부터 1860년까지 '지하철도'의 차장으로서 남부에 들어가 300명이 넘는 흑인들을 북부로 탈출시켰다. 이후 그녀는 노예폐지론자 존 브라운을 도와 하퍼즈페리를 습격할 사람들을 모았으며, 전쟁 이후에는 여성 참정권을 위해 싸웠다.
메릴랜드주 도체스터군에서 태어난 터브먼은, 수많은 주인들에 의해 구타당하고 채찍질 당하였다. 어릴 적, 그는 화난 노예 주인이 다른 노예에게 던졌던 철 아령에 실수로 맞아 머리에 상처를 입었다. 상처로 인해 그는 평생 발작, 두통, 수면과다에 시달렸으나, 대신 꿈을 생생하게 꾸게 되었다. 독실한 기독교인인 그는 생생한 꿈을 하나님이 계시한 징조로 받아들였다.
1849년, 터브먼은 필라델피아로 도망쳤다가, 바로 메릴랜드로 그의 가족을 구해내기 위해 돌아왔다. 천천히, 한 번에 한 그룹씩, 그는 자신의 친척들을 주 밖으로 데리고 나갔으며, 결국 수십 명의 노예에게 자유를 찾아주었다. 아주 은밀하게 밤에만 움직였던 터브먼은 “한 번도 손님을 놓친 적이 없었다.” 그 덕분에 탈출한 사람들에겐 거액의 현상금이 걸리곤 하였지만, 그들을 돕는 게 해리엇 터브먼인 것은 아무도 몰랐다. 도망노예법이 제정된 때에는, 그는 도망친 노예들을 캐나다까지 갈 수 있게 도와주었으며, 동시에 그들에게 직업을 찾아주기도 하였다.
남북 전쟁 발발 후, 터브먼은 연합군을 위해, 처음에는 요리사이자 간호사로, 그 다음은 무장 정찰병이자 간첩으로 활약하였다. 전쟁에서 탐험대를 이끈 첫 여성이 된 그는, 콤바히강을 습격하여 700명이 넘는 노예들을 자유롭게 해주었다. 전쟁이 끝난 후 뉴욕주 오번에 있는 자신의 집으로 돌아가 자신의 노부모를 돌봤다. 병 때문에 편히 움직일 수 없게 될 때까지 그는 여성 참정권을 위해서도 열심히 싸웠으며, 이후 자신의 도움으로 몇 년 일찍 세워진 흑인 양로원에 들어가 여생을 보냈다. 그리고 그 후에 폐렴으로 사망했다.

## 가족과 출생
해리엣 터브먼은 아라민타 “거티” 로스라는 이름으로 노예였던 부모, 해리엣(“릿”) 그린과 벤 로스 사이에서 태어났다. 릿의 주인은 메리 패티슨 브로디스(이후 아들 에드워드에게로)였으며, 벤은 메리의 두 번째 남편 앤서니 톰슨의 소유로 메릴랜드주 캠브릿지 근처 블랙워터 강에 큰 농장을 경영하고 있었다. 대부분의 미국 노예들과 마찬가지로 그의 정확한 출생 시기나 장소는 알려져 있지 않으며, 특히 출생 시기에 관해서는 역사가들 사이에 이견이 있는 편이다. 역사가 케이트 라슨은 산파를 부른 기록과 다른 사료를 통해 출생년도를 1822년으로 추측했다. 한편 진 휴메즈는 “현재 유력한 증거에 따르면 터브먼이 1820년에 태어난 것 같으나, 1~2년 후였을 수도 있다."라고 말하였다. 역사학 교수 캐서린 클린턴은 터브먼이 자신의 출생년도를 1825년이라고 신고했다 하였으며, 그의 사망 증명서에는 출생년도 1815년으로, 묘비에는 1820년으로 나와 있다. 남북 전쟁 과부 부조금 기록에는 터브먼이 자신의 출생년도를 1820, 1822, 1825년으로 얘기하고 있는데, 이는 그도 자신의 출생년도에 대해 대략적으로만 알고 있었다는 것을 알려준다.

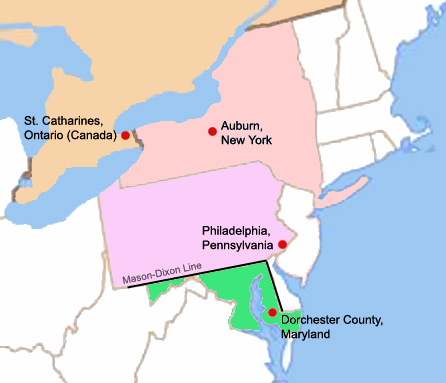
터브먼의 삶과 관련된 주요 장소를 표시한 지도

터브먼의 외할머니 마데스티는 아프리카의 노예선을 타고 미국에 도착하였다. 그의 조상에 관해서는 알려진 정보가 거의 없다. 어릴 적, 터브먼은 자신이 아샨티 족(현 가나에 살던 부족)의 자손이라고 말을 들었으나, 이를 뒷받침하거나 반박할 증거는 없다. 그의 어머니 릿 (백인의 아이었을 가능성이 있음) 은 브로디스 가족의 집에서 요리사로 일하였다. 그의 아버지 벤은 능숙한 목수로 농장에서 목수 일을 도맡아하였다. 그들은 1808년경에 결혼하였으며, 법정 기록에 따르면, 9명의 자식을 가졌다: 1808년생 리나, 1811년생 머라이어 리티, 1813년생 소프, 1816년생 로버트, 1822년생 민티(해리엇), 1823년생 벤, 1825년생 레이철, 1830년생 헨리, 그리고 1832년생 모세 등이다.
릿은 가족을 지키려 애를 썼으나 노예 제도가 그를 가만히 두질 않았다. 에드워드 브로디스는 그의 세 딸(리나, 머라이어 리티와 소프)을 팔아넘겨, 영원히 가족들로부터 결별시켰다고한다. 조지아주에서 온 노예 상인이 브로디스에게 릿의 막내아들 모세를 팔아넘길 것을 제안해 오자, 그는 다른 노예와 자유 흑인들의 도움을 받아 한 달 간 그를 숨겼다. 또 그는 자신의 자식들을 매매하는 것에 관해 주인에게 맞서기도 하였다. 결국, 브로디스와 “조지아 상인”이 그의 아이를 잡으러 노예 구역에 들어왔을 때, 릿은 그들에게 다음과 같이 말했다. “당신들은 내 아들을 쫓고 있죠. 하지만 이 집에 들어오는 첫 번째 남자는, 내가 머리를 쪼개 버리겠어요.” 브로디스는 결국 포기하고 매매를 취소하였다. 터브먼의 전기 작가들은 그의 가족들에게 일어났던 이러한 일들이 그에게 저항의 가능성에 대한 믿음을 심어 주었다는 데에 동의하고 있다.

## 유년기
어머니가 곧 “큰 집”에서 일하게 되어 가족을 돌볼 시간이 없어지자, 어린 터브먼이 동생들을 돌보게 되었다. 5~6세 때, 그는 “미스 수잔”이라는 여자에게 아이 보는 여자로 고용되었다. 터브먼은 아기가 잘 자는지 지켜보는 역을 맡았다. 아기가 깨어나 울기 시작하면, 터브먼은 채찍질을 당했다. 그는 아침 식사를 하기도 전에 다섯 번을 채찍질 당했던 날을 언급하기도 하였다. 이때의 상처는 평생 그의 몸에 남았다. 이후 설탕 덩어리를 훔쳤다는 누명을 쓴 터브먼은, 이웃집의 돼지우리에 5일 동안 숨어 지냈으며, 여기서 동물들의 사료로 배를 채우곤 하였다. 굶주린 상태로, 그는 미스 수잔의 집으로 돌아왔으며 심한 구타를 당하였다. 이후 그런 학대로부터 자신의 몸을 지키기 위해, 그는 옷을 여러 겹 껴입었으며, 혹여 구타당하려 할 때는 소리를 질렀다. 언젠가, 그는 폭행을 당하는 도중 백인의 무릎을 깨물었다. 이후, 그는 그와 간격을 유지하였다.
또 그는 어릴 적에 제임스 쿡이란 이름의 대농장주인 아래에서 일하였으며, 그곳에서 그는 근처의 늪에서 사향뒤쥐 덫을 확인하는 일을 맡았다. 홍역에 걸린 이후에도 그는 허리 높이까지 오는 차가운 물에 들어가야 했다. 결국 그는 병들어 집으로 돌려보내졌다. 어머니의 간호로 회복된 뒤엔 여러 농장에 다시 고용되어 일하였다. 터브먼은 이후 그때의 향수병에 대해 얘기하며, 스테판 포스터의 노래를 인용하여 자신을 스와니 강의 소년들에 빗대어 말하였다. 더 나이를 먹고 강해지면서, 그는 힘든 밭과 숲에서의 일을 맡게 되었다.

### 머리를 다치다
어느 날, 그가 10대일 때 의류점에 보내진 때가 있었다. 그곳에서 그는, 허가 없이 농장을 떠난 다른 집의 노예를 만났다. 그 노예의 관리자는, 터브먼에게 그를 잡아둘 것을 요구하였다. 그가 이를 거부하고, 노예가 도망치자, 관리자는 그를 잡기 위해 2파운드짜리 물건을 던졌다. 그러나 그 물건은 빗나가 터브먼을 맞췄다. 이후 그는 “한 번도 빗질한 적 없고... 양동이처럼 서있던” 머리카락이 그의 목숨을 구한 것 같다고 말하였다. 의식을 잃고 피를 흘리는 상태로 주인의 집으로 돌려보내진 터브먼은, 베틀 의자에 누워 아무런 의학적 도움을 받지 못한 채로 이틀간 방치되었다. 이후 그는 즉시 밭으로 다시 내보내졌으며, “보지도 못할 정도로 피와 땀이 얼굴로 흘러내리는” 상태였다. 그의 주인은 그가 “6펜스어치도 되지 않는다.”라며 그를 브로디스에게 다시 보냈으며, 이후 브로디스는 그를 파는 데 계속 실패하였다. 이후 그는 발작을 일으키고 의식을 잃곤 하였으나, 그는 그 상태에서도 주변에 어떤 일이 벌어지는지 알 수 있었다고 한다. 그러나 아무런 경고 없이 갑자기 잠이 들어 깨어나지 않곤 했던 그는, 가족들에게는 매우 큰 두려움으로 다가왔다. 이러한 신체 상태는 그가 죽을 때까지 계속되었다. 훗날 라슨은 그가 그날의 사건으로 측두엽 발작을 일으켰을 것으로 추측하였다.

### 기독교로부터 영향을 받다
한편 이때쯤 그는 기독교에 깊이 빠져들고 있었다. 문맹이었던 그는, 어머니로부터 성서이야기를 듣곤 하였다. 초기에 그가 기독교의 어느 종파였는지는 확실치 않으나, 터브먼은 하나님에 대해 깊은 믿음을 유지하였다. 그는 노예들에게 백인인 주인에 대한 복종을 강요하는 데 이용되었던 “백인의 성서”을 거부하였으며, 야훼가 억압받는 민중을 해방한 이야기인 구약 성서의 출애굽기에서 희망을 보았다. 뇌 손상을 입은 후, 터브먼은 여러 환각과 선명한 꿈을 경험하였는데, 그는 이를 하나님이 내리는 징조로 받아들였다. 이런 종교적인 관점은 그를 평생 이끌었다.

## 가족과 결혼
1840년, 터브먼의 아버지가 전 주인의 유서에 따라 노예 신분에서 벗어나 자유를 얻었다. 그는 자신을 소유했던 탐슨 가족 아래서 계속 목재 평가인과 십장(什長)으로서 일하였다. 몇 년 후, 터브먼은 백인 변호사에게 5달러를 지불하고 그의 어머니가 가진 법적 지위를 확인해 보았다. 변호사는 전 주인이 릿도 그의 남편과 마찬가지로 45세에 자유가 될 것을 명시해 놓은 것을 발견하였다. 릿의 아이들 역시 비슷한 조건이었으며, 45세 이후 태어난 아이들은 태어났을 때부터 자유인 것을 암시하였다. 하지만 패티슨과 브로디스 가족은 그런 사항들을 무시하였으며, 그 일이 실현되는 것은 보는 것은 터브먼에게 불가능한 일이었다.
1844년경, 그는 존 터브먼이라는 자유 노동자 신분의 흑인과 결혼하였다. 두 사람이 함께 보낸 기간에 대해서는 거의 알려져 있지 않으나, 그의 자유롭지 못한 신분 때문에 두 사람의 결합은 복잡한 문제였다. 무엇보다 해리엇의 신분이 그들의 자식들에게 계승된다는 것이 문제였다. 그러한 다른 신분의 결혼은, 흑인들의 반이 자유였던 메릴랜드 동부 해안에서는 흔한 일이었다. 대부분의 흑인 가족에 자유와 노예 흑인이 섞여 있었다. 라슨은 터브먼 부부가 매매를 통한 방법으로 그의 자유를 사려 했을지도 모른다고 말하였다.
터브먼은 결혼한 지 얼마 안 되어 자신의 이름을 “아라민타”에서 “해리엇”으로 바꾸었다. 라슨은 이 일이 결혼식 직후에 일어났다고 하였고, 클린턴은 터브먼이 노예 계급으로부터 탈출하려 할 때 일어났다고 말하였다. 새로운 이름은 그의 어머니의 이름을 딴 것이었는데, 그밖에도 종교적인 이유 또는 사라져 버린 자신의 누이를 기리기 위한 의도가 있을 수도 있다.

## 노예 계급에서 벗어나다

### 하느님, 악한 주인으로부터 해방시켜 주십시오
1849년, 터브먼은 건강이 다시 악화되었고 그에 따라 노예로서 가치도 떨어졌다. 에드워드 브로디스는 그를 팔려고 하였지만, 구매자를 찾을 수 없었다. 이렇게 자신을 팔아 넘기려 하는 주인의 지속된 시도와 자신의 친척들에 대한 부당한 소유권 행사에 분노를 느낀 터브먼은, 주인이 마음을 바꾸도록 기도를 하기 시작하였다.
| “ | "밤새도록 주인 때문에 기도를 했다. 기도는 3월 1일까지 이어졌는데, 그때까지 내내 그는 사람들을 데려와 나를 소개하며 팔아넘기려 했다." | ” |

자신에 대한 매매가 거의 성사되려는 단계에 이르자, 그는 전략을 바꾸었다.
| “ | "나는 기도를 바꾸었다. 3월 1일부터 나는 이렇게 기도하기 시작하였다. ‘오 주님, 만약 그의 마음을 바꾸실 뜻이 없다면, 그를 죽여 제 앞길에서 거둬가주십시오." "내가 선택할 수 있는 것은 자유 혹은 죽음, 둘 중 하나였다. 한 가지를 가질 수 없다면, 나머지를 가지게 되는 상황이었다." | ” |

1주일 후 브로디스가 실제로 죽었으며, 이로 인해 터브먼은 자신이 이전에 브로디에게 품었던 감정에 대해 후회했다. 아이러니컬하게도, 브로디스의 죽음으로 인해 터브먼은 팔려나가 가족들로부터 떨어질 가능성이 더 커지게 되었다. 이는 브로디스의 아내 일라이자가 노예들을 팔기 위해 노력하기 시작한 것이다. 터브먼은 남편의 설득에도 불구하고, 자신의 운명이 브로디스 가족에 의해 결정당하지 않게 하기로 결심했다.

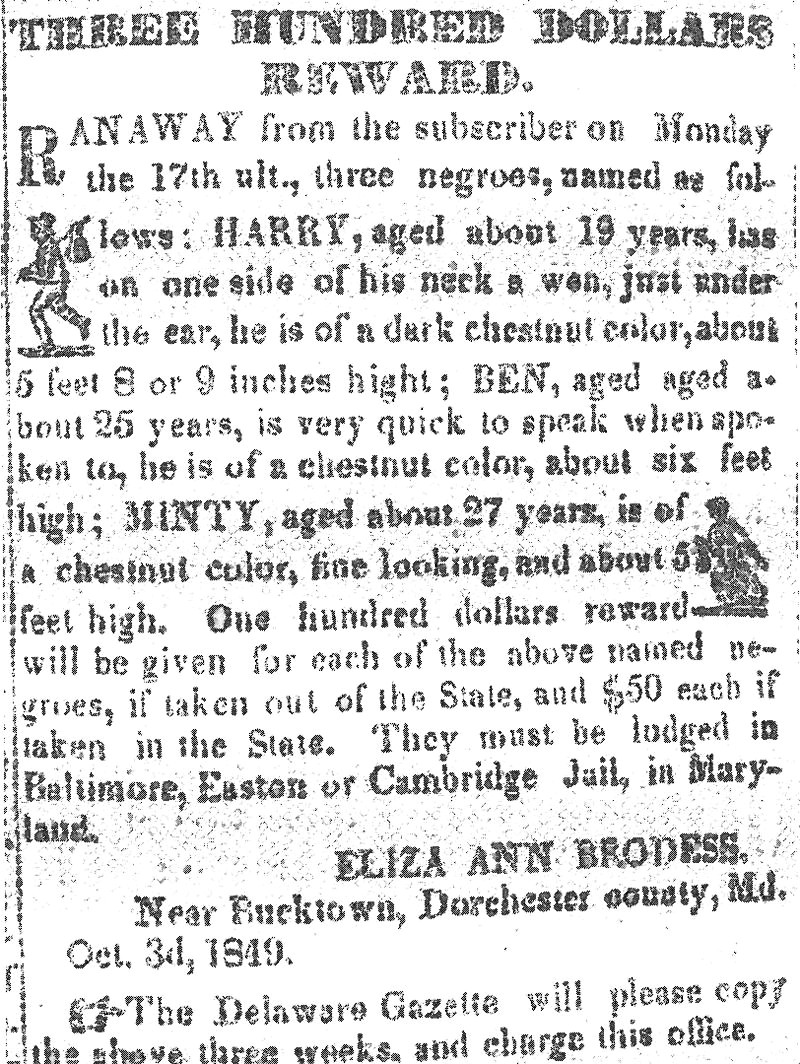
캠브릿지 “민주당”에 오른, 아라민타 (민티)와 그의 형제 헨리와 벤에 300달러의 현상금을 내건 공고

### 탈출
터브먼과 그의 형제 벤, 헨리는 1849년 9월 17일 탈출하였다. 터브먼은 당시 캐롤라인군에서 포플러 넥이라는 플랜테이션을 경영하고 있던 앤서니 탐슨 박사 밑에서 일하고 있었으며, 그의 형제도 거기서 일하고 있었을 가능성이 높다. 노예들이 다른 곳에 가 일하고 있었던 관계로, 일라이자 브로디스는 처음에는 그들의 탈출 사실을 못 알아챈 것 같다. 하지만 2주 후, 그는 캠브릿지 “민주당”에, 노예 셋 중 하나를 잡을 때마다 100달러를 주겠다는 현상금 포스터를 내걸었다. 터브먼의 두 형제는 또 나름대로 떠난 후 생각이 바뀌어가고 있었다. 벤은 아버지가 막 된 참이었으며, 둘은 결국 앞에 놓인 위험에 겁을 먹고 스스로 다시 돌아갔다. 그로 인해 터브먼도 그들과 함께 돌아가야만 했다.
얼마 안 가 터브먼은 이번에는 홀로 탈출을 감행하였다. 그는 탈출하기 전, 어머니에게 자신이 떠난다는 사실을 알리려하였다. 그는 믿음직한 친구였던 매리를 찾아, 암호처럼 쓰이던 작별의 노래를 불렀다. "아침에 보자꾸나, 나는 약속된 땅으로 간다."

### 지하철도
그가 정확히 어떤 경로로 이동했는지는 알려져 있지 않으나, 터브먼은 ‘지하철도’(Underground)라는 이름으로 알려진 광역 네트워크를 활용하였다. 이 비공식적이지만 잘 짜여진 조직망은 자유 흑인, 백인 노예 폐지론자, 그리고 기독교인 운동가들로 구성되어 있었다. 기독교인들 중 가장 잘 알려진 기독교 공동체로는 종종 퀘이커라 불리는 친우회 조직이 있었다. 퀘이커와 메노나이트 교회는 미국 개신교 교회에서 마이너리티였지만, 성서를 문자 그대로 해석하는 기독교 근본주의자들과는 달리 역사적, 사회적으로 성서를 해석하는 콘텍스트적(상황적)해석을 주장하는 진보적인 교회였고, 노예제에 대해서도 성서의 인권사상에 근거하여 투쟁했다.
캐롤라인군의 포플러 넥 근처의 프레스턴 지역은 퀘이커들이 많이 사는 곳이었으므로, 터브먼이 탈출 과정에서 적어도 한 번은 경유해간 지점이라 생각된다. 그곳에서 그는 도주 노예들이 일반적으로 택하는 길을 따라갔다: 촙탱크 강을 따라 동북쪽으로, 델라웨어를 지나 펜실베이니아로 북쪽으로 간 것이다. 145 킬로미터에 달하는 이 여행은, 도보로만 갈 경우 최소 5일에서 최대 3주까지 걸리는 길이었다.

### 여러 동지들의 도움
여행의 위험한 조건 때문에 터브먼은 밤에만 움직이면서 (북극성을 길잡이로 잡아) “노예 사냥꾼”들의 눈을 피해야 했다. 지하철도의 “차장”은 숨어서 그를 보호하기 위해 다양한 변장을 썼다. 예를 들어 초반의 ‘정거장’ 중 하나에선, 집주인이 터브먼에게 마당을 쓸라고 말하여 마치 터브먼이 그 집의 노예인 것처럼 보이게 했다. 밤이 오면, 가족은 그를 카트에 숨겨 다음 집으로 옮겨주었다. 그가 그 지역의 숲을 잘 알고 있었다는 점을 감안할 때, 낮에는 숲 속에 숨었을 가능성도 있다. 그가 택한 경로는 다른 노예들도 탈출시 이용하는 경로이므로 외부에 노출되어서는 안 되었기 때문에, 터브먼은 이에 대해서는 오랜 시간이 지난 후에야 이야기했다.

### 자유에 대한 경험
그의 첫 여행 중 몇몇 부분은 베일에 싸여 있다. 안도감과 경이로움을 느끼며 펜실베이니아를 건넌 그는 몇 년 후 이때의 경험을 이렇게 회고하였다.
| “ | 경계선을 넘었다는 것을 알았을 때, 난 내가 아직 같은 사람인지 보기 위해 손을 내려다보았다. 모든 것에 영광이 느껴졌다; 태양은 나무 사이에서 황금처럼 나타났고, 나는 내가 천국에 있다 생각했다. | ” |

## 모세

### 가족들을 생각하다
필라델피아에 도착한 후, 터브먼은 자신의 가족을 생각하기 시작하였다. 터브먼은 훗날 이렇게 말했다. "나는 낯선 땅에 있는 낯선 사람이었다. 아버지, 어머니, 형제와 누이, 친구들 모두 메릴랜드에 있었다. 나는 자유였고, 그들도 자유로워야 할 권리가 있었다." 터브먼은 돈을 모으기 위해 여러 가지 일을 시작했다. 그때, 국회에서는 도망노예법이 통과되어 전국의 사법관들이 (노예 제도가 불법화된 주에서도) 탈출 노예를 잡는 것을 돕고, 탈출을 돕는 자를 엄하게 처벌하는 법이 제정되었다. 이 법 때문에 탈출 노예들의 위험은 증가하였으며, 그들 중 많은 이들은 캐나다로 발을 돌렸다. 한편 필라델피아 역시 도시가 확장되면서 인종차별로 인한 긴장감이 감돌기 시작하였다.

### 가족을 구하러 가다
1850년 12월, 터브먼은 그의 조카 케시아가 그의 두 자식과 함께 캠브릿지에서 팔릴 것이라는 경고 메시지를 받았다. 자신의 가족이 더욱 조각나는 현실에 충격을 받은 터브먼은, 다른 노예들은 거의 하지 못하는 일을 감행하였다: 자신이 원래 살던 땅으로 자발적으로 다시 들어간 것이다. 그는 우선 볼티모어로 향했으며 그곳에서 매부 톰 터브먼이 그를 숨겨주었다. 존 볼리라는 케시아의 남편은 자유 흑인이었는데, 경매에서 자신의 아내를 사는 데 성공하였다. 그리고 그가 돈을 내는 척하고 있을 동안, 케시아와 그의 자식들은 근처의 피난처로 도망쳤다. 밤이 오자, 볼리는 가족을 통나무배에 태우고 100킬로미터를 여행해 볼티모어에 도착했다. 그곳에서 그들은 터브먼을 만났으며, 안전하게 필라델피아로 갈 수 있었다.

### 나머지 가족들을 구하려 하다
다음 봄, 그는 메릴랜드로 돌아와 나머지 가족들을 빼내려는 결심을 하였다. 두 번째 여행에서 그는 자신의 형제 모세와 다른 두 명의 노예를 구해냈다. 이때 터브먼은 윌밍턴의 노예 폐지론자 퀘이커교도 토머스 가렛과 함께 했을 가능성이 높아 보인다. 그의 업적을 듣고 그의 가족은 용기를 냈으며, 실제 오늘날의 전기 작가들도 그가 메릴랜드로 올 때마다 더욱 자신감이 커졌을 거라 말하고 있다. 더 많은 사람들을 노예 제도에서 구출해내면서, 그는 “모세”라는 별명으로 유명해졌다. 이는 출애굽기에서 모세가 해방하시는 하나님이신 야훼의 뜻에 따라 하비루 즉, 이집트에서 억압과 착취를 받던 민중을 해방한 것에 빗댄 것이다.

### 동지들
1879년 작가 윌버 시버트와 한 인터뷰에서, 터브먼은 그가 지하철도에서 사용하였던 장소와 도우미의 이름을 일부 밝혔다. 그는 메릴랜드의 자유흑인 샘 그린 목사와 함께 지냈으며, 또한 포플러 넥에 있는 그의 부모의 집 근처에도 숨었었다. 거기서 동북쪽으로 가 델라웨어의 샌드타운과 윌로우 그로브를 거쳐, 자유 흑인 요원 윌리엄 브링클리, 냇 브링클리와 에이브러험 깁스가 있는 캠든에 도착하였다. 세 요원은 그를 도버와 블랙버드 지역을 지나 북쪽으로 갈 수 있게 도와주었으며, 다른 요원들은 체사피크와 델라웨어 운하를 지나 뉴캐슬과 윌밍턴 쪽으로 그를 이끌었다. 윌밍턴에선, 퀘이커교도 토머스 가렛이 윌리엄 스틸의 사무실이나 다른 지하철도 차장의 집으로 그를 안전히 데려다주곤 하였다. 유명한 흑인 요원이었던 스틸은 수백 명의 노예들을 뉴욕, 뉴잉글랜드와 캐나다 쪽으로 안전하게 데려다준 업적이 있는 사람이다.

### 도체스터군
1851년 가을, 터브먼은 자신의 남편 존을 찾기 위해, 탈출 후 처음으로 도체스터군으로 돌아왔다. 이번에도 그는 다양한 직업으로 돈을 모아 그를 위한 정장을 한 벌 산 후 남쪽으로 내려갔다. 당시 캐롤라인이라는 여자와 재혼한 상태였던 존은, 현재의 삶에 만족한다고 하며 함께 떠나기를 권하는 터브먼의 권유를 거절했다. 그를 설득하기 위해 터브먼은 한때 그들의 집에 쳐들어가 소동을 벌일 생각까지 했으나, 결국 그럴만한 가치가 없는 일이라는 결론을 내리고 포기하였다. 분노를 억누르면서, 그는 탈출을 원하는 또 다른 몇몇 노예들을 찾아 그들을 필라델피아로 데려갔다. 한편 존은 16년 후 로버트 빈센트라는 백인과 길가에서 말다툼을 하다 죽임을 당하였다.

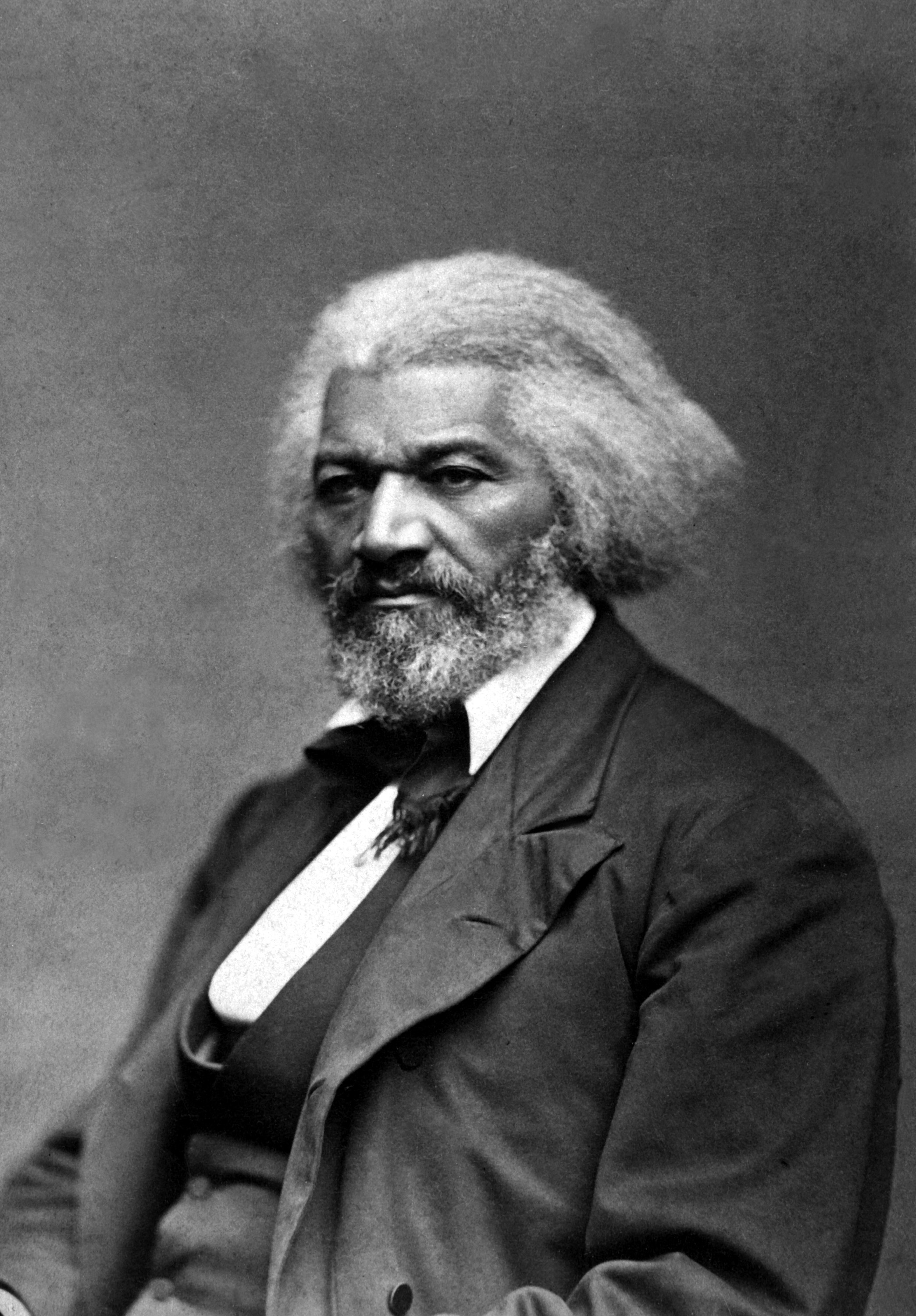
프레더릭 더글러스: 터브먼과 함께 노예 제도 폐지를 위해 일하면서 그를 칭송하는 글을 씀

### 캐나다
탈출노예송환법으로 미국 북부가 탈출 노예들에게 위험한 지역이 되었기에, 많은 탈출자들이 더 안전한 캐나다에 정착하게 되었다. 1851년 12월, 터브먼은 11명의 탈출 노예들을 북쪽으로 이끌었는데, 이 그룹에는 볼리 가족과 이전에 탈출을 도와주었던 많은 이들이 포함되어있을 것으로 추측된다. 이들이 과거 노예이자 노예 폐지론자였던 프레더릭 더글러스의 집에 머물렀다는 증거도 있다. 더글러스는 "한때 내 집에는 11명의 노예가 머물렀던 때도 있었으며, 그들이 캐나다로 가기 충분한 돈을 모을 때까지 그들을 데리고 있는 것은 내 의무였다. 한번에 받아들인 사람들의 수로는 그게 최대였으며, 그렇게 많은 이들에게 음식과 잘 곳을 제공해주는 것은 쉬운 일은 아니었다"라고 썼다. 여행자의 수와 시기를 따져보면 이것이 터브먼의 그룹이었을 확률이 높다.

### 상호존중
더글러스와 터브먼은 함께 노예 제도에 맞서 싸우면서 서로에 대해 존중을 아끼지 않았다. 터브먼의 초기 전기가 1868년에 출간되자, 더글러스는 그를 기리는 편지를 썼다.
| “ | 당신으로부터 추천의 글을 부탁받았으나, 솔직히 그것은 당신에게 필요한 것이 아닙니다. 오히려 제가 당신의 그런 말들이 필요하죠. 특히 우리를 노예로 묶은 이 땅에서 당신이 이룬 것들과 헌신은, 저는 물론이고 많은 이들이 잘 알고 있지 않습니까. 우리 사이의 차이는 명백합니다. 우리의 목표는 같으나, 나의 노력과 고통은 매우 공개적이어서, 내딛는 발걸음마다 갖은 격려의 말을 받았지요. 한편으로 당신은, 매우 비밀스럽게 노력해왔습니다. 나는 낮에 일하고 - 당신은 밤에 말이죠. … 깊은 밤의 하늘과 조용한 별들이 당신의 자유를 향한 노력과 영웅적인 행동의 증인이 돼주었습니다. 성스러운 기억 속의 존 브라운을 제외하고라면—당신처럼 기꺼이 위험과 고난에 몸을 던져 우리의 사람들을 도운 이를 나는 일찍이 알지 못합니다. | ” |

### 계획
터브먼은 11년간 메릴랜드주 동부로 수 차례에 걸쳐 돌아왔으며, 13번의 여행을 통해 70여 명의 노예를 구출했다. 여기에는 그의 형제 헨리, 벤, 로버트와 그들의 아내 및 자녀 일부도 포함되어있었다. 또 약 50-60명의 탈출 노예들에게는 북쪽으로 갈 수 있도록 여러 가지 조언을 해주었다. 그의 이러한 노예 구출 활동은 당시에 매우 위험한 행위였으므로, 상당한 주의를 기울여야만 했다. 예를 들어, 자신이 이끄는 여행자 그룹이 발견될 확률을 최소화하기 위해 그는 보통 겨울에만 주로 움직였다. 또한 탈출자들을 빼내올 때는 항상 토요일 저녁에 마을을 빠져나왔는데, 이것은 신문이 월요일 아침까지는 수배서를 싣지 않기 때문이었다.

### 지혜
그의 여행은 그를 종종 엄청난 위험에 빠뜨렸으며, 그때마다 그는 임기응변을 발휘하여 가까스로 위험에서 빠져나오곤 했다. 한 번은 그가 보닛을 쓰고 살아있는 닭 두 마리를 들고 심부름을 가는 척을 하고 있었는데, 앞에 그의 과거 주인이 걸어오는 것이 보였다. 그때 터브먼은 닭의 다리에 묶여있던 끈을 당겨 소동을 벌였으며, 이를 통해 과거 주인과 눈을 마주치지 않고 무사히 지나갈 수 있었다. 언젠가는 다른 옛 주인이 같은 기차에 올라탄 적도 있었다. 이때 그는 근처에 있는 신문을 빼들고 읽는 척을 하였다. 터브먼은 문맹으로 알려져 있었기에, 그는 의심을 피할 수 있었다.
메릴랜드로의 거듭되는 여행에 있어 그의 하나님께 대한 믿음도 큰 도움이 되었다. 머리 손상으로 인한 환각은 계속되었으며, 그는 그것을 하늘의 계시로 받아들였다. 그는 종종 “하나님과의 대화”를 언급하였으며, 그분이 자신을 안전하게 해줄 것이라 믿었다.

### 암호
그의 하나님에 대한 믿음은 또 다른 면으로 도움이 되었다. 그는 찬송가를 암호로 사용해, 위험한 길 또는 안전한 길을 동반 여행자들에게 알려주곤 하였다.

### 용감함
그는 리볼버를 들고 다녔으며, 그것을 사용하는 것을 두려워하지 않았다. 일단 그의 여행에 따라나선 사람은 다시 돌아갈 수 없었다. 그가 돌아가겠다고 하는 사람은 누구든지 쏴버리겠다고 위협했기 때문이었다. 한때 터브먼이 이끌던 어느 탈출자 그룹의 사기가 저하되어, 한 사람이 계속 플랜테이션으로 돌아가겠다고 우겼던 적이 있었다. 이때 그는 그의 머리에 총을 겨누고 이렇게 말했다고 한다. "계속 가거나 죽거나예요." 그런 일이 있은지 수 일 후, 돌아가겠다고 했던 사람은 무사히 나머지 그룹과 함께 캐나다에 도착하였다. 터브먼이 권총을 들고 다녔던 것은 아마도 주변에 상존했던 노예 사냥꾼들과 그들의 사냥개로부터 자신을 보호하기 위한 수단이이었다고 보는 것이 옳을 것이다. 이탈하려는 탈출자들에게 권총을 겨누었던 것은 엄격한 지휘자로서 그의 결단력을 환기시켜 탈출자들에게 용기를 주기 위한 의도였다. 한편 지역의 노예 주인들은 키 작고 몸도 편치 않았던 “민티”가 수많은 노예의 탈출을 도왔다는 것을 모르고 있었다. 실제로, 1850년대 후반에 그들은 노예 도주를 돕고 있는 사람이 어떤 북부 출신 백인 노예 폐지론자라 의심하기도 하였다. 또 존 브라운이 동부 해안으로 와 노예들을 데리고 간 것이 아니냐는 얘기도 있었다.

### 현상금
일설에 따르면 터브먼에게 40,000달러의 현상금이 걸렸다고 하나 이는 사실이 아니다. 1868년 남북 전쟁 이후 연금 지급시, 전 노예 폐지론자였던 샐리 홀리가 노예 주인들이 터브먼에게 줄 돈으로 4만 달러는 부족하다는 글을 쓴 적이 있었다. 그런 높은 액수는 전국의 주목을 받기에 충분했다. 실제로 당시에는 400달러면 작은 농장을 살 수 있는 돈이었다. 그 시기의 어떤 신문에도 그 정도의 현상금을 내건 수배서는 실리지 않았다. 12,000달러의 현상금이 걸렸다는 말도 있었으나, 이 또한 뒷받침할만한 증거가 없다. 캐서린 클린턴은 40,000달러라는 액수가 그 당시 지역에서 내걸렸던 다양한 현상금을 모두 합친 것이 아닐까하고 추측하였다.

### 잡히지 않다
노예 주인들의 노력에도 불구하고 터브먼은 잡히지 않았고, 그가 이끈 노예들도 마찬가지였다. 몇 년 후, 그는 청중들에게 이런 말을 했다. "저는 지하철도의 차장으로 8년을 일했으며, 대부분의 차장이 못 할 말을 할 수 있습니다 - 제 기차는 한 번도 탈선한 적 없으며, 손님을 놓친 적도 없다는 것입니다." 그가 메릴랜드에서 마지막으로 한 일 중 하나는 그의 노부모를 구하는 것이었다. 그의 아버지와 벤은 1855년 일라이자 브로디스로부터 20달러에 그의 어머니 릿을 샀다. 그러나 둘 다 자유가 된 이후에도, 그 지역에서 그들에 대한 반감은 커져있는 상태였다. 2년 후, 터브먼은 그의 아버지가 8명의 노예의 탈출을 돕다 체포될 위험에 놓였다는 소식을 들었다. 그는 동부 해안으로 여행해 그를 구출하여, 먼저 탈출한 노예들 (터브먼의 형제 및 다른 친척들과 친구들 포함)이 마을을 꾸려 살고 있던 캐나다 온타리오주 세인트 캐서린스로 데려다주었다.

## 존 브라운과 하퍼스 페리

### 존 브라운
1858년 4월, 터브먼은 노예 제도를 없애기 위해서라면 폭력도 불사해야 한다는 노예 폐지론자이자 반정부 운동가인 존 브라운을 소개 받았다. 터브먼은 백인에 대한 폭력을 옹호한 적은 없으나, 그는 그의 직접적인 행동 방식에 동의를 하며 그의 목표를 지지하였다. 터브먼처럼, 그도 하나님의 부름에 관해 말하였으며, 노예 주인들의 분노로부터 자신을 하나님이 지켜주실 것이라 믿었다. 한편 그는 이미 그들이 만나기 전에 두 사람의 만남에 대해 하나님으로부터 계시를 받았다고 말하기도 했다.

### 터브먼 장군
곧 그는 노예 소유자들에 대한 공격을 감행하기 위해 지지자를 모았고, 여기에는 터브먼도 참여했다. 당시 터브먼은 “터브먼 장군” (존 브라운이 그에게 붙인 별명)이라는 별명으로 불리고 있었다. 그의 지지 세력들에 관한 정보와 펜실베이니아, 메릴랜드, 델라웨어의 주 경계의 자원에 대한 정보는 브라운이 계획을 짜는데 상당한 도움이 되었다. 프레더릭 더글러스와 윌리엄 로이드 개리슨 등의 다른 노예 폐지론자들은 그의 계획을 달가워하지 않았으나, 브라운은 자유 흑인들이 모인 새로운 주를 만드는 꿈을 갖고 군사적인 행동 개시를 위한 준비를 차근차근 해나갔다. 그는 일단 전투를 벌이기 시작하면 다른 노예들도 이에 호응하여 자연스럽게 남쪽으로 반란이 확장되어 나갈 것이라고 믿었다. 당시 캐나다에 살고 있던 자유 흑인들 중 그의 군대에 참여할 이가 없는지 찾아봐달라는 브라운의 요청에 따라 그는 캐나다 지역에서 지원자를 찾았다.

### 자금
1858년 5월 8일, 브라운은 온타리오 주 채텀-켄트에서 버지니아주 하퍼스 페리 습격 계획을 털어놓았다. 이 계획이 정부에 노출되자, 브라운은 잠시 계획을 보류하고 훗날의 거사를 위해 자금을 모으기 시작하였다. 터브먼은 그를 도우면서 공격 계획을 좀 더 구체화시켰다.

### 연설
터브먼은 당시 노예 폐지론자들을 상대로 연설을 하면서 한편으로는 자신의 가족들을 돌보느라 바쁜 나날을 보내고 있었다. 1859년 가을, 브라운과 그의 동료들이 공격 개시를 위해 준비를 하고 있을 때 터브먼은 참여하지 못하였다. 10월 16일 하퍼스 페리 공격이 시작되었을 때도 그는 참여하지 못하였다. 몇몇 역사가들은 그때 그가 뉴욕에서 열병을 앓고 있었던 것으로 추측하기도 한다. 한편으로는 그가 캐나다에서 군대 지원자들을 더 모으고 있었다는 설도 있으며, 케이트 클리포드 라슨은 그가 메릴랜드에서 군대 지원자를 모으거나 또는 다른 가족들을 더 구하려고 시도하고 있었을 것임을 주장했다. 라슨은 또 프레더릭 더글러스처럼 터브먼도 계획의 성공 가능성에 대해 확신을 잃어가고 있었을 것이라고 주장했다.

### 처형
공격은 실패였다. 브라운은 반역죄로 12월에 교수형에 처해졌다. 훗날 그의 행동은 많은 노예 폐지론자들에게 저항의 상징으로 받아들여졌으며, 그는 숭고한 순교자로 기억되었다. 터브먼 역시 칭송을 아끼지 않았다. 그는 친구에게 “그는 죽음으로써 100명의 살아있는 사람보다 더 많은 것을 하였다."라 말하였다.

## 오번과 마가렛

### 1,200달러의 획득
1859년 초, 노예 폐지론자인 윌리엄 H. 수어드 상원 의원이 터브먼에게 뉴욕주 오번 외곽에 있는 작은 땅을 1,200달러에 팔았다. 그 도시는 반노예주의의 온상이었으며, 터브먼은 그의 부모를 캐나다의 혹한으로부터 데리고 나왔다. 미국으로 돌아온다는 것은 도망노예송환법에 의해 그들이 남부로 다시 송환될 수 있는 위험에 놓인다는 것이었으며, 터브먼의 형제들 역시 거부감을 보였다. 캐서린 클린턴은 드레드 스콧 판결 사건으로 인한 분노가 터브먼을 미국으로 다시 데려온 것이라고 보았다. 오번의 그의 지역은 터브먼의 가족과 친구들에게 안식처가 되었다. 몇 년간, 그는 친척들과 다른 흑인들을 위해 안전한 곳을 찾아주었다.

### 마가렛
오번 땅을 얻은 지 얼마 안 되어, 터브먼은 메릴랜드로 가 그의 “조카”인, 마가렛이라는 8살 난 흑인 소녀를 데리고 왔다. 이 여행이 정확히 어떻게 이루어졌는지는 미스터리에 쌓여있다. 마가렛의 부모에 관한 것도 일치되는 이론은 없으나, 터브먼은 그들이 자유 흑인이었다고 말하였다. 마가렛은 메릴랜드에 자신의 집과 쌍둥이 오빠를 두고 오게 되었다. 몇 년 후, 마가렛의 딸 앨리스는 터브먼의 행동을 이기적이라고 지적하며, 이렇게 말하였다: “그는 안전한 집에 있던 소녀를 아는 사람이 아무도 없는 곳에 데려다놓았다.” 실제로, 앨리스는 이 일을 “납치”라고 표현하였다.
하지만, 클린턴과 라슨 둘 다 마가렛이 사실은 터브먼의 딸이었을 가능성을 제기한다. 라슨은 둘의 연결고리가 굳었으며, 어머니로부터 떨어진 아이의 고통을 아는 터브먼이 자유 흑인 가족을 분열시키는 행동을 하진 않았을 것이라는 것이다. 클린턴은 둘의 닮은 외모를 근거로 들었으며, 이는 앨리스도 인식한 사실이다. 두 역사가 다 그런 가능성에 대한 확실한 근거는 없다는 데 동의하며, 터브먼과 마가렛의 관계에 관한 미스터리는 현재까지 풀리지 않고 있다.

### 마지막 구출 미션
1860년 11월, 터브먼은 마지막 구출 미션을 감행하였다. 1850년대 동안은 터브먼은 그의 누이 레이철과 그의 두 자식 (벤과 앤저린)을 구할 기회를 가지지 못했다. 도체스터군에 돌아와, 터브먼은 레이철이 죽었으며, 두 아이들은 30달러의 뇌물이 있어야 구할 수 있다는 것을 알게 되었다. 그에겐 돈이 없었기에 아이들은 노예로 남아있을 수밖에 없었다 (그들의 이후 삶은 알려져 있지 않다). 여행을 헛되이 끝낼 수는 없었으므로, 터브먼은 에널 가족 등의 다른 그룹을 모아, 북쪽으로의 여행을 감행하였다. 노예 사냥꾼들에게서 벗어나는 데는 몇 주가 걸렸으며, 이는 그들의 예상을 웃도는 것이었다. 날씨는 매우 추웠고, 음식은 얼마 없었다. 순찰대가 가까이 올 때면, 아이들은 진통제를 먹여 조용하게 해야 했다. 그들은 안전하게 오번에 있는 데이빗과 마사 코핀 라이트의 집에 1860년 12월 28일에 도착하였다.

## 남북 전쟁

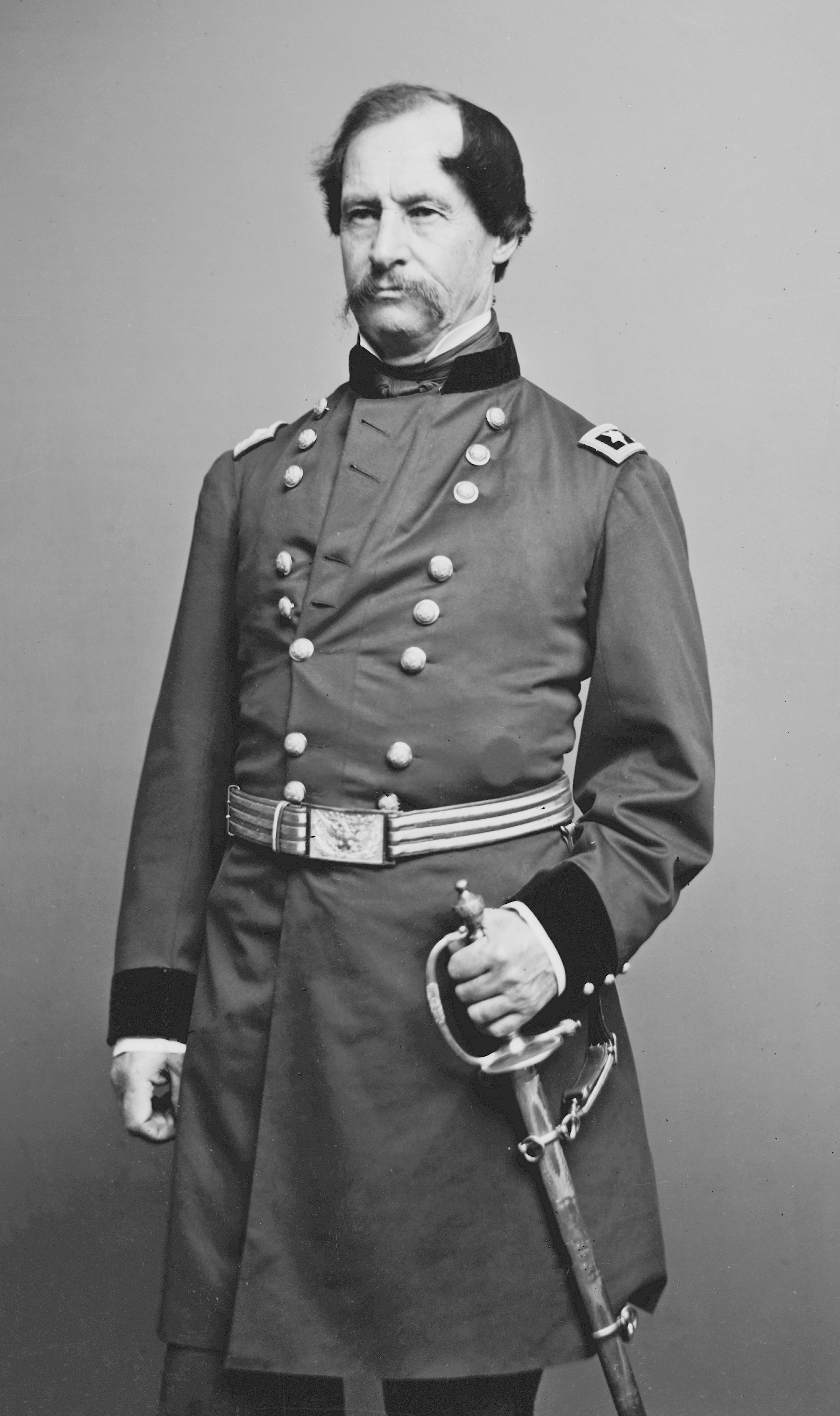
북부 연방군의 장군 데이빗 헌터는 남북 전쟁 당시 터브먼과 함께 하면서 노예 폐지론에 관한 관점을 공유하였다.

1861년 남북 전쟁이 발발하자 터브먼은 북부 연방의 승리를 노예 제도 폐지의 핵심 단계로 보았다. 벤자민 버틀러 장군은 예를 들어, 포트 먼로로 들어오는 탈출 노예들을 도왔다. 버틀러는 이 도망자들을 콘트라밴드라 부르면서 급여 없이 기지에서 일하게 하였다. 터브먼 역시 자신의 기술을 연방군을 위해 쓸 수 있길 바랐으며, 곧 그는 보스턴과 필라델피아의 노예 폐지론자들과 만나 사우스캐롤라이나의 힐튼 헤드 구역으로 향하였다.
터브먼은 곧 노예 제도 폐지를 강하게 지지하는 데이빗 헌터 장군을 만났다. 그는 포트 로열의 모든 콘트라밴드들을 자유로 선포하였으며, 전 노예로 이루어진 흑인 군대를 조직하기 시작하였다.
미국 대통령 에이브러험 링컨은 사실 당시 남부 주에서 노예 해방을 강제할 힘이 없었으며, 헌터의 그런 행동을 질책하였다 터브먼은 링컨의 반응 (그리고 미국에서 노예 제도를 끝내는 것을 망설이는 그의 태도)에 대해 도덕적인 면에서, 그리고 실용적인 면에서 비판을 하였다.
| “ | 하나님은 링컨이 “올바른 일”을 할 때까지 남부를 구타하게 내버려두시지 않을 것입니다. .....링컨 주인님, 그는 대단한 사람이고, 나는 가난한 검둥이에요. 하지만 이 검둥이도 링컨 주인님에게 돈을 모으는 법과 어린 사람들을 구하는 법을 가르쳐줄 수는 있죠. 그것은 검둥이들을 자유롭게 하는 것입니다. 저 바닥에 끔찍한, 커다란 뱀이 있다고 생각해보세요. 그게 당신을 깨물죠. 죽어가는 당신을 보며 모두 겁먹죠. 당신은 상처를 치료하기 위해 의사에게 가죠. 하지만 뱀은, 아직 거기서 기어다니다, 의사가 치료할 때, 당신을 다시 깨물죠. 그 상처도 의사가 치료를 해주겠지만, 그러는 동안에 또 뱀이 뛰어올라 당신을 뭅니다. 그 뱀은 당신이 죽일 때까지 당신을 깨물 거예요. 링컨 주인님은 이거 하나는 알아두셔야 합니다. | ” |

터브먼은 포트 로열에서 간호사로 일하면서, 약초로 약을 만들어 적리(세균성 이질)로 고생하는 군인들을 도왔다. 또 천연두에 걸린 사람들을 돕기도 하였는데, 그가 전염 받지 않는다는 사실은 하나님에게 축복받았다는 소문이 더 퍼지는 계기가 되었다. 처음에 정부는 그에게 이런 일들에 대해 급여를 지급하였으나, 새로이 자유가 된 흑인들이 그가 특별대우를 받는다 생각했다. 긴장을 풀기 위해, 그는 급여를 포기하고, 저녁에 파이와 맥주를 만들어 다음 날 파는 식으로 하여 돈을 벌었다.

### 정찰과 콤바히강 습격
1863년 1월 1일 드디어 링컨 대통령이 노예 해방 선언을 하였을 때, 터브먼은 이것을 모든 흑인의 자유로 이끄는 중요한 단계라고 생각하였다. 그는 남부동맹의 패배를 위해 일하는 각오를 새롭게 하였으며, 얼마 안 가 포트 로열 근처의 지대를 정찰하는 부대를 이끄는 자리를 맡게 되었다. 사우스캐롤라이나의 늪과 강은 메릴랜드 동부 해안의 환경과 비슷하였다; 그렇기에 그의 잠복 이동과 속임수 기술에 대한 지식은 유용하게 쓰일 수 있었다. 그의 그룹은, 전쟁 장관 에드윈 스탠턴의 지휘 아래, 낯선 지형과 그곳의 거주민을 답사하였다. 이후 그는 제임스 몽고메리 장군에게 자신의 여러 지식을 전하면서 잭슨빌의 정복을 도왔다.

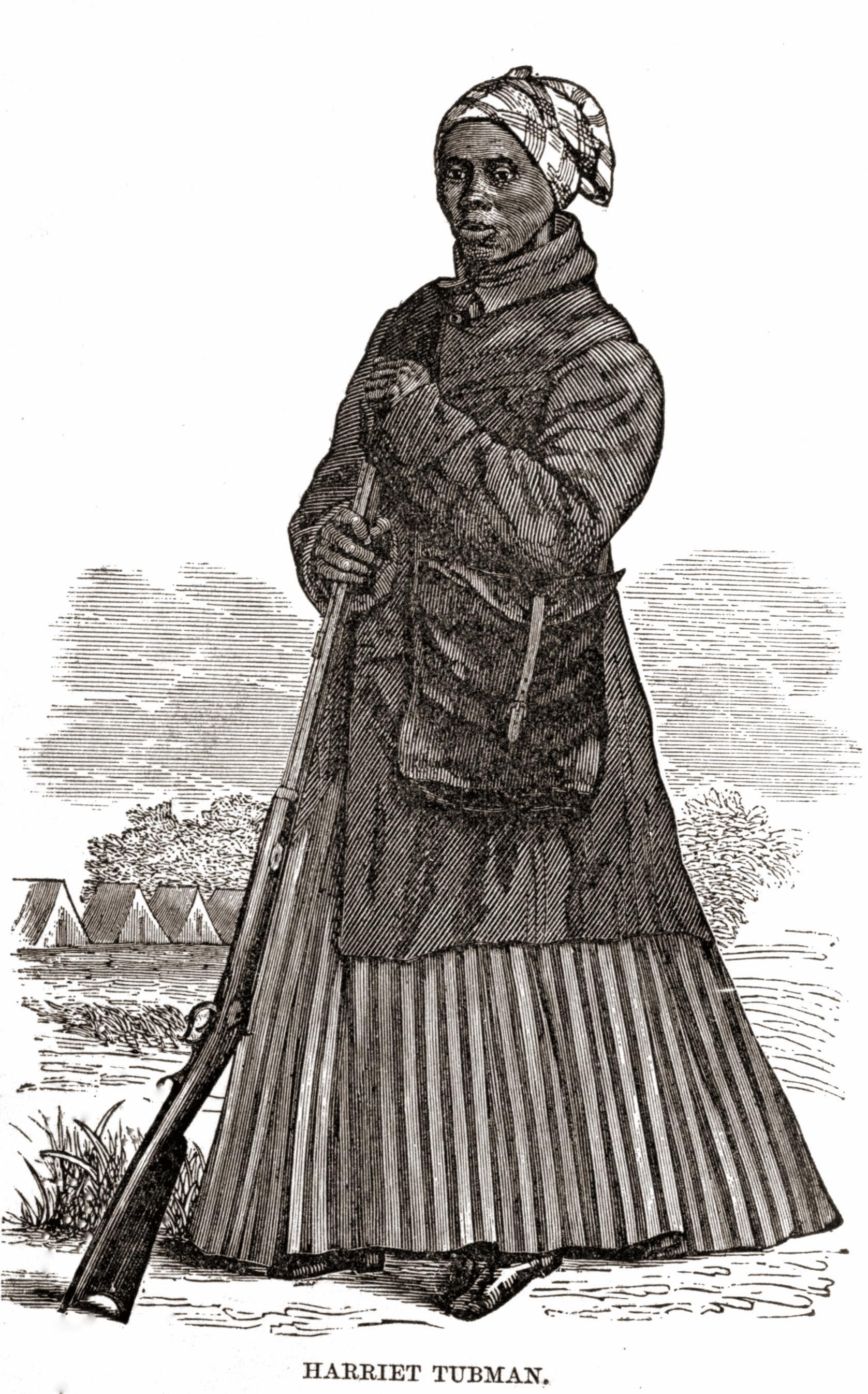
남북 전쟁 당시의 의상을 입은 터브먼을 새긴 목판화

그 후, 터브먼은 남북 전쟁 중 무장 군대를 이끌고 처음으로 공격 작전을 수행한 여성이 되었다. 몽고메리와 그의 부대가 콤바히강 근처의 여러 플랜테이션을 습격하였을 때, 터브먼은 고문으로써 습격을 도왔다. 1863년 6월 2일 아침, 터브먼은 세 척의 증기선을 남부동맹 영역으로 인도하였다. 해안 상륙 후, 북부 연방군은 플랜테이션에 불을 질러, 동맹군의 경제 기반을 무너뜨리고 수천 달러어치의 음식과 보급품을 손에 넣었다. 증기선이 기적을 울리자, 그 지역의 노예들은 자신들이 자유가 되었음을 직감하였다. 터브먼은 노예들이 보트로 몰려드는 것을 지켜보았다. 훗날 그는 "그런 광경은 본 적이 없어요."}}라고 말했다. 아직 김이 나는 쌀 한 포대를 메고 달리는 여자들, 어깨에 메여 신음하는 돼지들, 부모들 목에 매달려있는 아기들이 얽히고설키는 혼란을 묘사하였다. 그들의 주인들이 권총과 채찍을 가지고 집단 탈출을 막아보려 하였으나, 그들의 노력은 거의 허사였다. 동맹군이 막 현장에 도착했을 때, 증기선은 이미 노예들을 싣고 사우스캐롤라이나 보포트를 향해 출발한 후였다.
700명 이상의 노예가 콤바히강 습격을 통해 구출되었다 신문은 터브먼의 “애국심, 총명함, 힘 그리고 능력”을 주요 기사로 다루었으며, 징병 노력으로도 많은 칭찬을 받았다: 자유가 된 많은 흑인들은 대부분 연방군에 합류하였다. 터브먼은 이후 로버트 굴드 쇼 장군의 와그너 요새 습격을 도왔으며, 그의 마지막 식사도 그가 제공했다고 알려졌다. 그는 그때 전투를 이렇게 설명하였다:
| “ | 그때 우린 번개를 보았고, 곧이어 총소리가 들렸다; 그리고 천둥소리가 들렸는데, 그것은 더 큰 총들이었다; 그리고 빗소리가 들렸는데, 그것은 핏방울이 떨어지는 소리였다; 겨우 수확을 하러 갈 때가 되었을 때, 우리가 거둔 것은 시체뿐이었다. | ” |

이후 2년 동안, 터브먼은 연방군을 위해 일하며, 새로 자유가 된 노예들을 돌보고, 동맹군 영역을 정찰하고, 버지니아 주에서 부상당한 군인들을 간호하였다. 그는 간간히 오번에 들러, 가족을 만나고 부모를 모셨다. 1865년 4월 남부동맹은 항복하였다; 몇 달 간 더 군 기지에 머무른 후, 터브먼은 집으로 돌아왔다.
몇 년간의 복무에도 불구하고, 그는 일정한 급여를 받지도 못 했으며 몇 년간 연금 대상에서도 제외되었다. 그의 비공식적인 지위와 흑인 군대들에게 불공평하게 지급된 급료 때문에 그의 복무 사실을 자료화하는 것은 힘들었으며, 미국 정부는 그에게 진 빚을 쉽게 알아차리지 못하였다. 터브먼은 1899년까지 남북 전쟁 시 군복무에 대한 연금을 받지 못하였다. 그의 가족과 과거 노예를 위한 끊임없는 인도주의적인 활동은 그를 항상 가난하게 하곤 하였고, 이 상황에서 정부 연금을 얻지 못하는 것은 큰 부담으로 다가왔다.
터브먼은 전쟁이 끝나고 오번으로 돌아왔다. 뉴욕으로 가는 기차 안에서, 차장이 그에게 흡연차로 자리를 옮기라는 말을 한 일이 있었다. 그는 거절하면서, 자신의 복무 사실을 말하였다. 그는 욕을 하며 그를 움켜쥐었지만, 그는 저항했고, 차장은 도움을 위해 다른 두 명의 승객을 불렀다. 레일을 붙잡고 매달리는 그를, 그들은 그의 팔을 부러뜨리기까지 해가며 그를 떼어냈다. 또한 그들은 그를 흡연차에 던져 더 많은 부상을 입혔다. 이런 일이 일어나는 중 다른 한 백인 승객은 터브먼을 욕하면서 차장에게 그를 기차 밖으로 쫓아내라고 말하기도 하였다.

## 여생

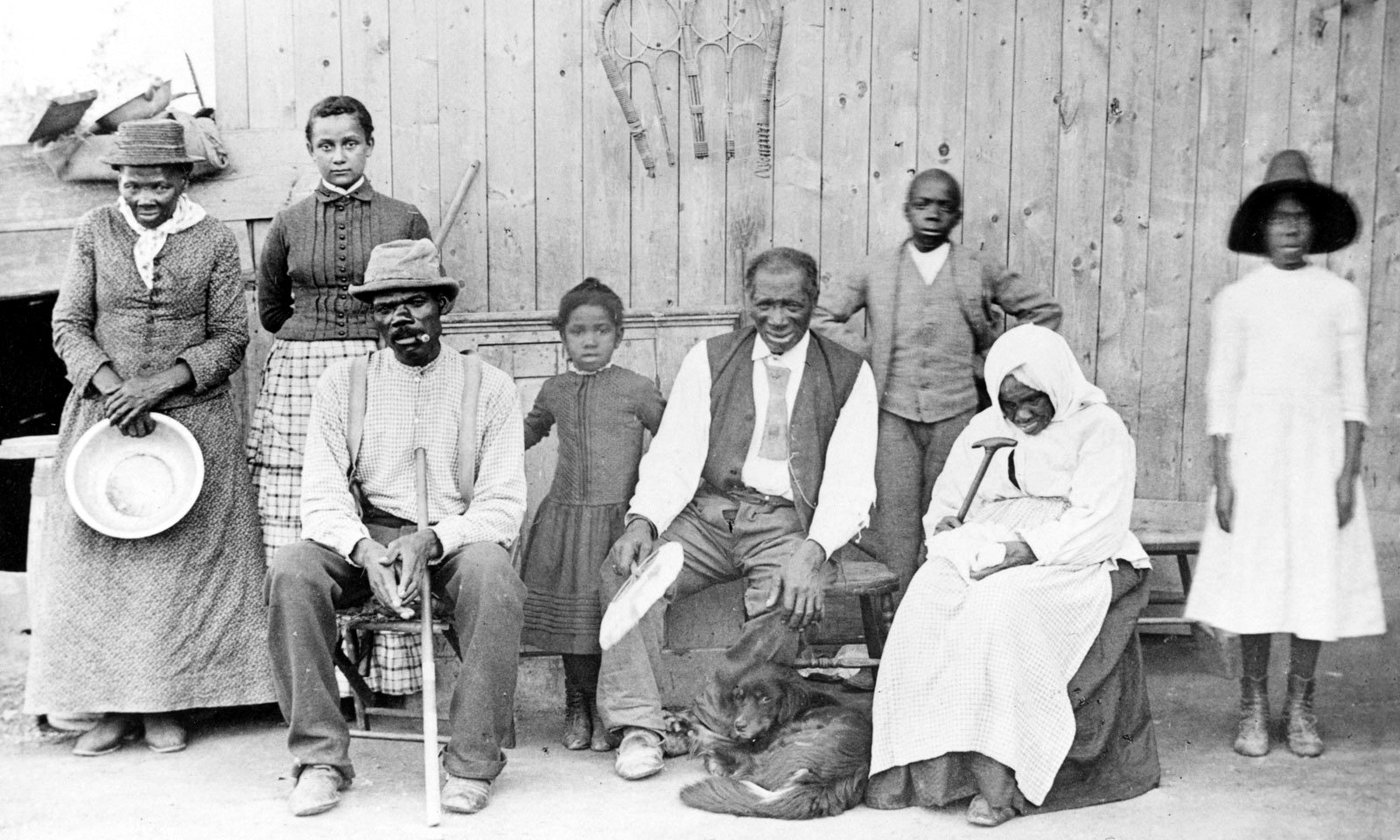
터브먼 (가장 왼쪽), 데이비스 (지팡이 짚고 앉아있는 사람), 양딸 거티 (터브먼 옆), 리 체이니, 존 팝 알렉산더, 월터 그린, 블라인드 사라 파커 “이모”, 그리고 증조카 도라 스튜어트가 1887년 경 오번의 터브먼 집에 모여 찍은 사진

터브먼은 오번에서 두 해를 더 보내면서, 자신의 가족 및 도움이 필요한 사람들을 도왔다. 그는 다양한 일을 하면서 자신의 노부모를 돌보았고, 하숙인들을 받음으로써 돈을 벌었다. 그 하숙인들 중에는 남북 전쟁에 참전하였던 넬슨 데이비스이라는 사람도 있었다. 넬슨 데이비스는 벽돌 쌓는 직공으로서 오번에서 일하기 시작하였고, 그들은 곧 사랑에 빠졌다. 넬슨 데이비스가 터브먼보다 22살이 더 어리긴 하였으나, 1869년 3월 18일, 둘은 중앙 장로교회에서 결혼식을 올렸다. 그들은 이후 20년을 함께 살았으며, 1874년에는 거티라는 여자 아이를 입양하였다.
노예 제도가 폐지된 이후로 터브먼의 친구와 지지자들은 한편으로, 그를 돕기 위해 기금을 운영하였다. 지지자 중 한 명인 사라 브래드포드는 《해리엇 터브먼의 삶 속의 풍경들》 이란 제목의 전기를 출간하였다. 이 132쪽 짜리 책은 1869년에 나왔으며, 터브먼에게 $1200 정도를 제공하였다. 비록 여러 미적 수사와 지극히 주관적인 관점으로 현대의 전기 작가들에게 비판받고는 있지만, 이 책은 여전히 터브먼의 삶에 대한 정보와 관점의 중요한 원천으로 남아있다. 브래드포드는 1886년 《해리엇, 그의 친구들의 모세》 라는 제목의 책을 출간하였는데, 이 책에서는 노예 제도와 남부에 대한 관점이 좀 누그러져있는 상태였다. 이 책 역시 터브먼의 가난 구제를 위한 수단으로 쓰였다.
그가 진 빚 (오번에 가지고 있는 재산에 대한 지연된 지불을 포함해서) 때문에, 터브먼은 1873년 금 수송에 관련된 사기극에 휘말렸다. 스티븐슨과 존 토머스라고 하는 두 남자가, 사우스캐롤라이나에서 밀수해 밖으로 빼돌린 금을 가지고 있다고 주장한 적이 있었다. 그들은 이 보물을 $2000에 팔겠다고 제안해왔다. 그들은 자신들이 터브먼의 친척과 아는 사이라 주장하였으며, 그는 그들을 집에 받아들였고, 그들은 며칠간 집에 묵다가 갔다. 그는 남부의 백인들이, 남부의 패배가 가까워졌을 때 자신의 귀중품을 땅에 묻어두었다는 걸 알고 있었으며, 흑인들이 그걸 파내는 일을 종종 맡았다는 것도 알고 있었다. 그런 상황에 비추어볼 때 그들의 말은 신빙성이 있었고, 그의 재정적 상태와 좋은 성격 등도 그가 여기에 휘말리는 데 한 몫 하였다. 그는 앤서니 샤이머라는 돈이 많은 친구에게서 돈을 빌려서는, 어느 늦은 밤 금을 건네받을 약속을 하였다. 하지만 두 사람은 그를 숲으로 끌어들인 후, 클로로포름으로 그를 기절시키고는, 지갑을 훔치고 그를 묶고 재갈을 물렸다. 이후 가족에게 발견된 그는 심신이 많이 다친 상태였으며, 돈은 이미 사라지고 없었다 뉴욕은 이 사건에 대해 분노했으며, 몇몇은 터브먼의 순진함을 비판하기도 하였지만, 대부분은 그의 경제적 곤란을 이해하면서 사기꾼들을 몹시 질타하였다. 이 사건은 그와 그의 경제적 상태를 대중들에게 다시 환기시키는 계기가 되었다. 위스콘신주의 하원 의원 게리 헤이즐톤은 터브먼이 “연방군에서 정찰군, 간호사와 간첩으로 일한 것에 대한 보답으로 총 2,000 달러를 지급한다”는 법안을 제의하였다. 이 제안은 통과되지 않았다.

### 참정권 운동
말년에 터브먼은 여성 참정권을 위해서 활동하기도 하였다. 한 여성이 터브먼에게 여자들에게 투표권이 주어져야 하냐고 묻자, 그는 이렇게 대답하였다. “그럴만한 믿음을 가질 수 있을 정도로 전 고통을 겪었습니다." 터브먼은 여성 참정권을 위한 회의에 참여하기 시작했으며, 수잔 앤서니, 에밀리 하울랜드 등의 이들과 함께 일하게 되었다.
터브먼은 뉴욕, 보스턴, 워싱턴 D.C. 등으로 가 여성 투표권을 지지하는 발언을 하였다. 그는 남북 전쟁 동안의 그리고 이후의 활동을 얘기하면서, 현대에 와 희생되었던 수많은 여성들은 남자와 동등한 능력을 지녔었다고 역설하였다. 흑인 여성 국립 동맹이 1896년 창설된 후, 터브먼은 첫 회의에서 중요 연설자로 참여하였다.
이러한 운동은 미국 언론 사이에서 터브먼을 향한 새로운 존경의 분위기를 만들었다. 《여성 시대》 (The Woman's Era)라는 한 출간물은 “뛰어난 여성들”이라는 연재 글을 실으면서 터브먼에 대해서 다루기도 하였다. 1897년 여성 참정권론을 지지하는 한 신문에서는 터브먼을 기리며 그가 나라에 공헌한 업적을 소개하는 기사를 실었었다. 하지만, 그의 끊임없는 봉사로 그는 여전히 가난하였으며, 오히려 기념행사에 참여하기 위해 기차표를 사려고 소를 팔아야 할 지경이었다.

### 감리교감독시온교회, 병, 그리고 죽음
20세기에 접어들면서, 터브먼은 오번의 감리교감독시온교회(영어: Methodist Episcopal Zion Church)에 많이 참여하게 되었다. 1903년, 그는 자신이 가지고 있던 땅 조금을 교회에 기부하였으며, “나이 들고 궁핍한 흑인들”을 위한 집을 위해 써달라고 부탁하였다. 5년 후에야 그런 집들이 지어졌으며, 거주민들에게 교회가 100달러씩의 입주비를 걷는 걸 보고 터브먼은 매우 불쾌해하며 말했다. "그들이 100달러 없이는 들어올 수 없다는 그런 규칙을 만들어놨더군요. 나라면 돈이 없는 사람이 아니라면 들어올 수 없다는 규칙을 세웠을 텐데요."}} 그는 이 새로운 규칙을 싫어하였으나, 이후 1908년 6월 23일에 열린 해리엇 양로원에서 그는 명예 초청객이었다.

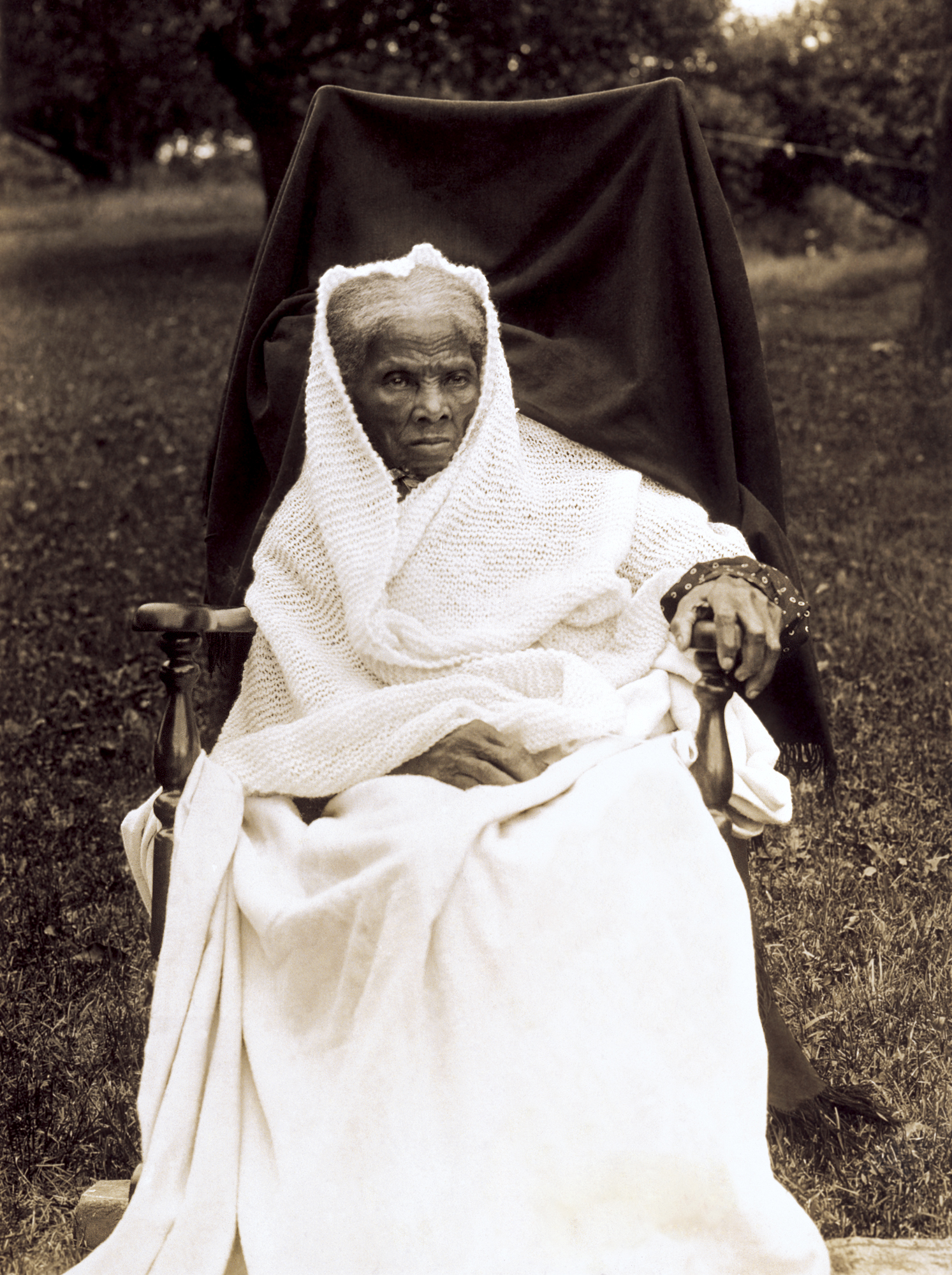
해리엇 터브먼, 1911

나이가 들면서, 어릴 적부터 겪던 수면 장애와 상처는 계속 심해졌다. 1890년 말, 그는 보스턴의 매사추세츠 종합병원에서 뇌수술을 받게 되었다. 통증과 머리 속 “소음” 때문에 잠을 못 이루던 그는, 의사에게 혹시 수술을 해줄 수 있느냐고 부탁하였고, 그는 이를 수락하였다. 그리고는 그의 말을 빌리자면 '두개골을 썰어 활짝 열고, 들어올려, 훨씬 편하게 해주었다." 당시 그는 마취를 받지 않았으며, 설에 의하면 남북 전쟁 때 다리를 절단하는 병사들이 총알을 깨무는 것을 보고 그렇게 하였다고 한다.
1911년 몸이 매우 쇠약해진 그는 자신의 이름이 붙은 양로원에 들어가게 되었다. 한 뉴욕 신문에서는 그를 “아픈데다 빈털터리”라고 말하며, 다시 한 번 기부금을 모으기도 하였다. 친구들과 가족들이 지켜보는 가운데, 해리엇 터브먼은 1913년 3월 10일 폐렴으로 사망했다. 죽기 전 그는 방에 있던 사람들에게 "너희들을 위해 마련된 장소로 먼저 가겠네."라고 말했다.

## 유산
살아생전에도 유명하고 존중받는 인물이었던 해리엇 터브먼은, 숨을 거둔 이후 미국 전역에서 우상이 되었다. 20세기 말에 이루어진 조사에서 그는 남북 전쟁 전의 가장 유명한 인물 중 3위로, 베치 로스와 폴 리비어의 뒤를 이었다. 그는 평등과 권리를 위해 싸우는 여러 세대의 흑인들에게 영감을 주었으며, 여러 정치적 리더의 칭송을 받았다.
사망 후, 터브먼은 오번의 포트 힐 공동묘비에 묻혔다. 오번 시는 시청사에 기념 액자를 설치해 그를 기렸다. 그 기념 액자는 그에 대한 자부심을 나타내고 있으면서도, 그의 말이 철자법에 맞지 않게 적혀있어 미국의 애국자이자 헌신적인 인도주의자였던 그를 깎아내리는 것이 아니냐는 비판도 받았다. 그를 기억하는 기념행사 역시 열렸으며, 부커 워싱턴이 중요 연설자로 참여하였다. 해리엇 터브먼의 집은 1920년 후 버려졌으나, 미국 감독 감리교회에 의해 복원되었다. 현재 터브먼의 생가는 박물관이자 교육 센터로써 수많은 방문객들을 받고 있다.
브래드포드의 전기 이후에는 얼 콘래드의 《해리엇 터브먼: 흑인 용사이자 노예 폐지론자》 가 출간되었다. 콘래드는 출판사를 찾는데 큰 어려움을 겪었으며, 터브먼의 삶에 대한 더 객관적이고 구체적인 설명을 하려는 시도는 많은 멸시와 경멸을 받았다. 아이들을 위한 다양하게 각색된 터브먼의 삶 이야기들도 만들어졌었으나, 콘래드는 학술적인 스타일로, 학자들과 이 나라의 기억을 위해 그의 업적의 역사적 중요성을 자료화하였다. 전기는 결국 카터 우드슨의 출판사에 의해 1942년 출판되었다. 그의 명성과 중요함에도 불구하고, 성인을 위한 터브먼의 전기는 이후 60년간 나오지 않다가, 진 휴메즈가 터브먼의 삶에 대한 서적을 2003년 발표하였으며, 케이트 라슨과 캐서린 클린턴이 2004년 그의 전기를 작성하였다.

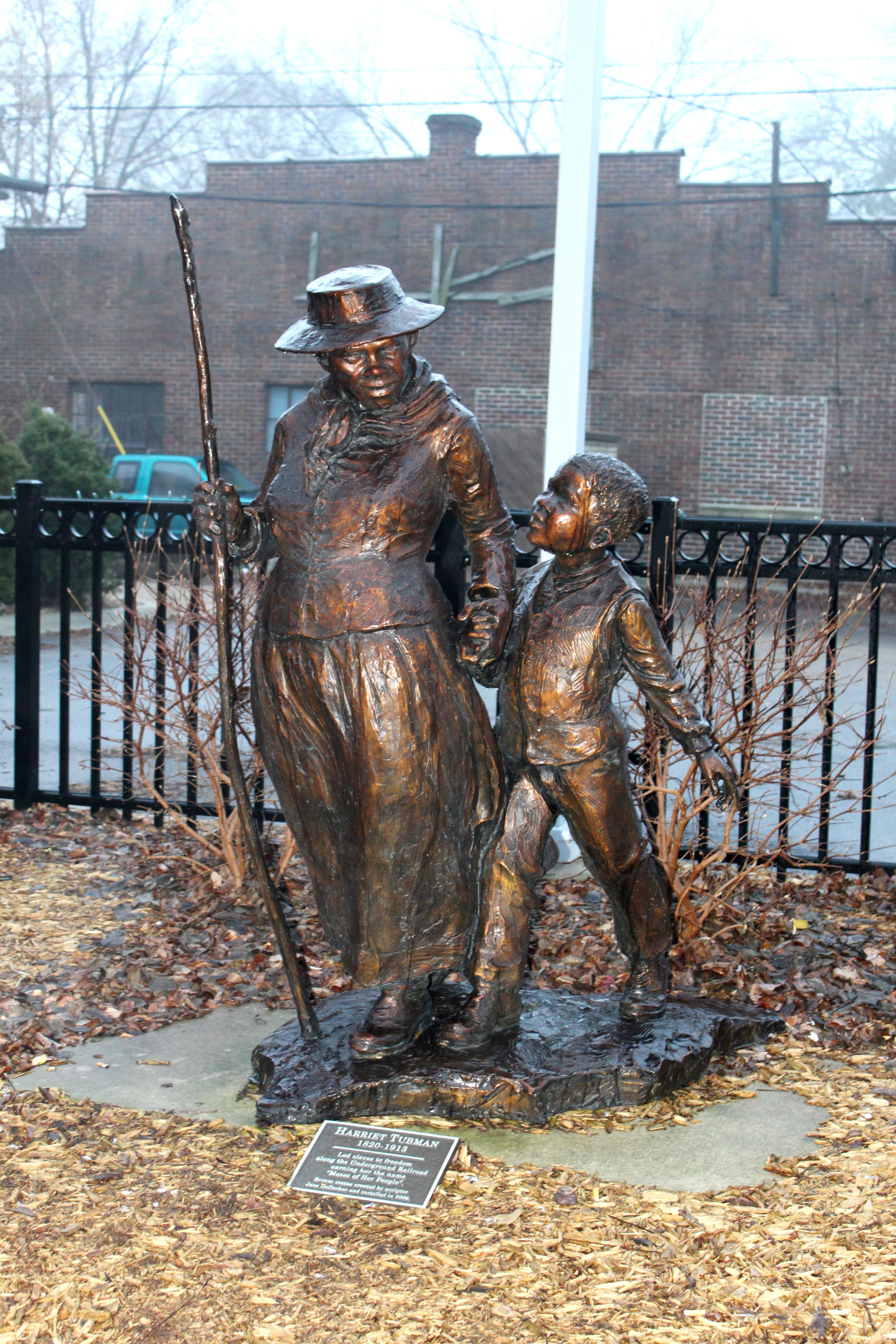
미시간주에 위치한 해리엇 터브먼의 동상

이외에도, 미국 전역에서 터브먼을 다양한 방식으로 기념하였다. 수많은 학교가 그의 이름을 따 붙여졌으며, 오번의 해리엇 터브먼의 생가와 캠브릿지의 해리엇 터브먼 박물관 둘 다 그의 삶에 대한 기념비로 남아있다. 1944년, 미연방 해사위원회는 SS 해리엇이라는 리버티 선을 만들었으며, 이것은 흑인 여성의 이름이 붙은 첫 함선이었다. 1978년, 미국 우체국에서는 터브먼을 기리는 우표를 발행하였는데, 이는 흑인을 기리는 첫 우표였다.
미국 성공회(The Episcopal Church)에서 발간한 교회력에서, 7월 20일은 엘리자베스 케이디 스탠턴, 아멜리아 블루머, 소저너 트루스와 함께 해리엇 터브먼을 기리는 날로 되어있다.
2002년, 학자 몰레피 케트 아산테는 해리엇 터브먼을 “100명의 위대한 미국 흑인들”의 리스트에 포함시켰다. 2008년 토슨 대학은 캠퍼스의 새로운 기숙사의 이름을 “터브먼 하우스”라고 짓기도 하였다.
2016년 4월 20일, 잭 류 재무 장관은 20달러 지폐의 초상을 앤드루 잭슨 전 대통령에서 터브먼으로 바꿀 것이라고 발표했다. 다만 새 지폐가 시중에 언제 유통될지는 정확히 정해지지 않았다.

## 같이 보기
- 아이다 벨 웰스

## 참고 자료
- 제이콥 로렌스 (Lawrence, Jacob) (1940) 《해리엇 터브먼의 삶》(The Life of Harriet Tubman)
- 미셸 롬, 《세상을 뒤흔든 여성들》, 박진희 옮김, 푸른나무, 2002.10.15, ISBN 89-7414-763-7 네이버 책 소개
- 캐럴 보스턴 위더포드, 카디르 넬슨, 《모세 (세상을 바꾼 용감한 여성 해리엇 터브먼, 그림책버스 04 이야기 그림책)》, 김서정 옮김, 달리(이레), 2007.10.15, ISBN : 9788959980420 네이버 책 소개
- 앤더슨(Anderson, E. M.) (2005). 《집, 여성 모세: 해리엇 터브먼 시대의 소설》(Home, Miss Moses: A novel in the time of Harriet Tubman.) Higganum, CT: Higganum Hill Books. ISBN 0-9776556-0-1.
- 사라 브레드포드(Bradford, Sarah) (1961). 《해리엇 터브먼: 자기 종족의 모세》(Harriet Tubman: The Moses of Her People.) New York: Corinth Books.
- 사라 브레드포드(Bradford, Sarah) (1971). 《해리엇 터브먼의 삶 속의 풍경들》(Scenes in the Life of Harriet Tubman.) Freeport: Books for Libraries Press. ISBN 0-8369-8782-9.
- 캐서린 클린턴(Clinton, Catherine) (2004). 《해리엇 터브먼: 자유로 가는 길》(Harriet Tubman: The Road to Freedom.) New York: Little, Brown and Company. ISBN 0-316-14492-4.
- 얼 콘라드(Conrad, Earl) (1942). 《해리엇 터브먼: 흑인 용사이자 노예 폐지론자》(Harriet Tubman: Negro Soldier and Abolitionist.) New York: International Publishers.
- 프레더릭 더글라스(Douglass, Frederick) (1969). 《프레데릭 더글라스의 삶과 세월: 노예로서, 탈출기, 그의 전 생애, 자서전》(Life and times of Frederick Douglass: his early life as a slave, his escape from bondage, and his complete history, written by himself.) London: Collier-Macmillan.
- 장 후메즈(Humez, Jean) (2003). 《해리엇 터브먼: 삶과 이야기》(Harriet Tubman: The Life and Life Stories.) Madison: University of Wisconsin Press. ISBN 0-299-19120-6.
- 케이트 클리포드 라슨(Larson, Kate Clifford) (2004). 《약속의 땅을 위한 의무: 해리엇 터브먼, 미국 영웅의 이야기》(Bound For the Promised Land: Harriet Tubman, Portrait of an American Hero.) New York: Ballantine Books. ISBN 0-345-45627-0.
- 도로시 스테링(Sterling, Dorothy) (1970). 《자유 열차: 해리엇 터브먼의 이야기》(Freedom Train: The Story of Harriet Tubman). New York: Scholastic, Inc. ISBN 0-590-43628-7.